# Asociación Argentina de Astronomía
La Asociación Argentina de Astronomía es una organización civil sin fines de lucro fundada en 1958. Su domicilio legal la sitúa en la ciudad de La Plata, provincia de Buenos Aires, Argentina. Su objetivo es promover el progreso de la Astronomía, la Astrofísica y actividades conexas en la República Argentina.

## Historia
El germen de la asociación comienza en 1951 el gobierno de Juan Domingo Perón crea la Asociación Nacional Astronomíca con destacados astrónomos del Observatorio de La Plata y del Observatorio Naciónal de Córdoba transformado en el Observatorio Nacional Argentino.
En 1955 tanto la asociación como el observatorio de la Plata y el de Córdoba son cerrados tras el golpe de Estado de ese año. La asociación es intervenido por los militares en octubre por órdenes del dictador Eduardo Lonardi, disolviendo el grupo de trabajo y paralizado las investigaciones. Entre 1955 y 1957 partieron al exilio varios de los más importantes astrónomos argentinos entre ellos: Carlos U. Cesco, Ricardo Platzeck, Livio Gratton, Carlos Jaschek, Bernard Dawson y Jorge Landi Dessy quienes se sumarían a trabajar a la Administración Nacional de Aeronáutica y el Espacio, recién creada en Estados Unidos, la célebre NASA. Con la caída de la dictadura de Pedro Eugenio Aramburu varios astrónomos exiliados volverían a mediados de 1958 formando una nueva asociación la Asociación Argentina de Astronomía

## Actividades
Entre sus funciones específicas figuran:
- Proporcionar ámbitos de discusión y difusión de la actividad de investigación en Astronomía y ciencias afines
- Brindar respaldo institucional a iniciativas en el sector, organizar reuniones científicas donde los astrónomos y astrofísicos puedan intercambiar información
- Dar apoyo a investigadores jóvenes por medio de becas y contratos de trabajo
- Editar un boletín donde se vea reflejada la actividad de investigación local
- Mediar en la relación entre los astrónomos y las organizaciones que apoyan la Ciencia y la Técnica en la Argentina y en el mundo
- Difundir la Astronomía entre el público general.

Como parte de su función de proporcionar ámbitos de discusión, realiza un encuentro anual itinerante a través de la Argentina en el que los miembros presentan sus trabajos, discuten sobre diversos temas, o educan a distintas comunidades con tareas de divulgación.
Como parte de sus tareas de comunicación, publica un boletín de frecuencia anual desde 1961, aunque la frecuencia fue más irregular a un principio.Han sido digitalizados los primeros volúmenes, completando la colección del 01 a 61B en el repositorio institucional de la Universidad Nacional de La Plata, mediante el Servicio de Difusión de la Creación Intelectual. Una beca de servicio de la AAA (2020) permitió que se arme la base de datos de este boletín para el Astrophysics Data System. En el contexto de este boletín, el artículo que más ha sido citado en otras publicaciones tiene por autor a José Luis Sérsic.